# Katastrofa drogowa w Płazie
Katastrofa drogowa w Płazie – katastrofa drogowa, która wydarzyła się 15 czerwca 1983 roku. W Płazie (województwo małopolskie) przy ul. Lipowieckiej autobus PKS pełen pasażerów został potrącony przez przyczepę jadącego z naprzeciwka auta ciężarowego i stoczył się do głębokiego wąwozu Płazianki. Zginęło 9 osób, a 21 zostało rannych.
Zdarzenie upamiętnia pomnik, powstały w pierwszą rocznicę katastrofy.

## Ofiary
- Barbara Głogowska, lat 21
- Michał Grudzień, lat 41
- Władysława Jaworek, lat 60
- Maria Kosowska, lat 30
- Maria Likus, lat 45
- Bogusława Mozgała, lat 16
- Stefania Skinderowicz, lat 45
- Kazimiera Smolik, lat 38
- Stanisław Sroka, lat 47